# Bierstadt (Wiesbaden)
Pour les articles homonymes, voir Bierstadt.
Bierstadt est un quartier de la ville de Wiesbaden en Allemagne.